# Raiffeisenbank Arnstorf
Die Raiffeisenbank Arnstorf eG ist eine Genossenschaftsbank mit Sitz in der bayerischen Marktgemeinde Arnstorf im Landkreis Rottal-Inn.

## Geschichte
Die Raiffeisenbank Arnstorf eG wurde am 20. Februar 1894 gegründet und hat sich bis heute ihre Eigenständigkeit bewahrt.

## Rechtsverhältnisse
Die Raiffeisenbank Arnstorf eG ist im Genossenschaftsregister beim Amtsgericht Landshut unter GnR 202 eingetragen.

## Organisationsstruktur
Rechtsgrundlagen sind das Genossenschaftsgesetz und die durch die Vertreterversammlung beschlossene Satzung. Organe der Bank sind der Vorstand, der Aufsichtsrat und die Vertreterversammlung.

## Sicherungseinrichtung
Die Raiffeisenbank Arnstorf eG ist der amtlich anerkannten Sicherungseinrichtung des Bundesverbandes der Deutschen Volksbanken und Raiffeisenbanken GmbH und der zusätzlichen freiwilligen Sicherungseinrichtung des Bundesverbandes der Deutschen Volksbanken und Raiffeisenbanken e.V. angeschlossen.

## Geschäftsausrichtung
Die Raiffeisenbank Arnstorf eG betreibt das Universalbankgeschäft. Im Verbundgeschäft arbeitet sie mit der DZ Bank, R+V Versicherung, Bausparkasse Schwäbisch Hall, Teambank, VR Smart Finanz, DZ Hyp und der Union Investment zusammen.

## Geschäftsgebiet
Das Geschäftsgebiet liegt im Norden des Landkreises Rottal-Inn sowie im Süden der Landkreise Dingolfing-Landau und Deggendorf.
An diesen Orten betreibt die Bank Filialen:
- Arnstorf (Hauptstelle, jur. Sitz)
- Malgersdorf (Geschäftsstelle)
- Roßbach (2 Geschäftsstellen)
- Simbach (Geschäftsstelle)
- Gergweis (Geschäftsstelle)